# Nebula’93
Nebula’93 (Nebula Awards 29) – antologia opowiadań pod redakcją Pameli Sargent, wydana w Polsce w 1998 roku przez wydawnictwo Prószyński i S-ka, zawierająca teksty nagrodzone i nominowane do nagrody Nebula w 1993 r.

## Spis opowiadań
- Harlan Ellison – Człowiek, który wiosłował dla Krzysztofa Kolumba (The Man Who Rowed Christopher Columbus Ashore)
- Joe Haldeman – Groby (Graves) – Nebula, Nagroda World Fantasy 1993
- Kim Stanley Robinson – Świąteczna noc (Festival Night)
- Lisa Goldstein(inne języki) – Alfred
- Charles Sheffield(inne języki) – Georgia On My Mind – Nebula 1993, Hugo 1994
- Connie Willis – Śmierć na Nilu (Death on Nile) – Hugo 1994
- Terry Bisson – Anglia wyszła w Morze (England Underway)
- John Kessel(inne języki) – Licencja (The Franchise)
- Jack Cady(inne języki) – Tej nocy pochowaliśmy psa szos (The Night We Buried Road Dog) – Nebula 1993

Ponadto teksty niebeletrystyczne:
- Sympozjum na temat fantastyki naukowej i literatury fantasy w 1993 roku
- IN MEMORIAM: Lucius Shepard(inne języki) Avram Davidson, Robert Silverberg Lester Del Rey, Howard Waldrop(inne języki) Chad Oliver
- Laureaci Nagrody Rhyslinga William J. Daciuk, Jane Yolen
- Kathi Maio – Wielkie kły i skromne czary – filmy SF i Fantasy w 1993 roku